# Praefectus urbi
Der praefectus urbi war der Stadtpräfekt von Rom. Angeblich stammte das Amt schon aus der römischen Königszeit und war mit der stellvertretenden Amtsausübung für einen Obermagistraten betraut, soll aber mit der Schaffung der Praetur in der Römischen Republik bedeutungslos geworden sein. Von Augustus wiederbelebt, spielte der Stadtpräfekt, der nun insbesondere für die Gerichtsbarkeit zuständig war, eine bedeutende Rolle in der Römischen Kaiserzeit und dann vor allem in der Spätantike. Seit dem 4. Jahrhundert n. Chr. gab es auch in Konstantinopel einen praefectus urbi mit vergleichbaren Kompetenzen. Das Amt überlebte dann auch den Untergang des Weströmischen Reiches und lässt sich noch bis ins Spätmittelalter nachweisen.

## Frühzeit und römische Republik
Unter den Präfekten im Römischen Reich hatte der praefectus urbi eine besonders ausgewiesene Stellung, wenngleich er bis zum Beginn der Kaiserzeit nur wenig hervortritt. Gemäß verschiedenen Quellen kam ihm angeblich die Aufgabe zu, bei Abwesenheit oder Verhinderung der Regierungsspitzen, den König, später, während der Zeit der frühen Republik, die Konsuln (zuvor der pontifex maximus) zu vertreten. Abwesenheitsgründe waren, dass die Regierungsspitzen als Heerführer fern der Stadt waren. In solchen Fällen vertrat ein kurzfristig ernannter praefectus urbi angeblich in der Stadt unmittelbar die Oberhäupter des römischen Staates, seine Amtszeit dauerte maximal ein Jahr.
Wohl 367 v. Chr. wurde im Zuge innerer Strukturänderungen die ordentliche Stelle eines praetor urbanus geschaffen, der speziell die Aufgabe hatte, die Konsuln von wesentlichen Aufgaben innerhalb der Stadt zu entlasten und dafür ständig zur Verfügung zu stehen, so dass die fallweise Einsetzung eines praefectus urbi nicht mehr erforderlich war. Das Amt war obsolet geworden und erschien bis zum Ende der Republik nicht mehr. Aufgrund der schlechten Quellenlage – kein einziges zeitgenössisches Zeugnis erwähnt einen frührepublikanischen praefectus urbi – halten es einige Forscher für gut möglich, dass die Existenz einer Stadtpräfektur in dieser frühen Phase ohnehin nur eine anachronistische Rückprojektion aus späterer Zeit ist.

## Prinzipat
Kaiser Augustus hielt es für zweckmäßig, die immer anspruchsvoller werdende Verwaltung einer Großstadt neu zu organisieren, und griff dabei (vielleicht) auf das alte Amt des praefectus urbi zurück – oder er erfand es neu. Das Amt wurde mit neuen Aufgaben versehen, zudem neu ausgestattet; der praefectus urbi wurde vom Kaiser aus den Reihen des Senatorenstandes bestellt (grundsätzlich aus der höchsten Rangklasse der ehemaligen Konsuln) und mit den vielfältigen Verwaltungsaufgaben eines „Oberbürgermeisters“ der kaiserlichen Hauptstadt und ihrer Umgebung im Umkreis von 100 Meilen betraut. Für spezielle Aufgaben (z. B. Bautätigkeit, Wasser- und Lebensmittelversorgung, Feuerwehr, Verkehrswege und Brücken, Marktwesen u. a.) gab es weitere Amtsträger (praefectus vigilum, curator aquarum und weitere).
Im Besonderen oblag dem praefectus urbi die Strafgerichtsbarkeit in seinem Amtsbezirk, während sie außerhalb desselben in Italien vom praefectus praetorio wahrgenommen wurde. Seit der Zeit von Kaiser Konstantin I. wurde die Maxentiusbasilika für Gerichtsverhandlungen genutzt. Obwohl der praefectus urbi Mitglied des Senats war und auch zeitweilig dessen Vorsitz führte, war er mit Aufgaben politischer Natur nicht befasst; militärische Angelegenheiten gehörten überhaupt nicht zu seinem Wirkungskreis, abgesehen von dem Kommando über die stadtrömischen Polizei- und Wacheinheiten (cohortes urbanae); daher trat er bis ins 6. Jahrhundert stets in der Toga auf, obwohl es bei anderen Staatsbeamten immer üblicher wurde, militärische Kleidung zu tragen. Diese rein aufs Zivile ausgerichtete Tätigkeit, so lebenswichtig sie für die Bewohner der Stadt auch war, hinterließ verständlicherweise nur wenig Spuren in der historischen Überlieferung, rechtfertigte jedoch den hohen Rang, den der praefectus urbi in der Hierarchie der Reichsbeamten einnahm. Als daher Kaiser Macrinus 217 Marcus Oclatinius Adventus zum Stadtpräfekten machte, der keine senatorische Karriere durchlaufen hatte, wurde dies von Aristokraten wie dem Geschichtsschreiber Cassius Dio als großer Skandal empfunden, da Adventus der Stadtpräfektur nicht würdig gewesen sei.

## Spätantike
Das enorme Prestige des Amtes wird insbesondere in der Spätantike (nach Diokletian bzw. Konstantin I.) deutlich, als die Reichsverwaltung nach festen Regeln neu gegliedert und ein minutiöses Rangsystem mit Titeln, Abzeichen und Privilegien geschaffen wurde. In diesem System rangierte der praefectus urbi in der höchsten Klasse der viri illustres (illustrissimi), an zweiter Stelle hinter dem praefectus praetorio, und wurde grundsätzlich den Angehörigen des Senatorenstandes (viri clarissimi) – meist aus der Stadt selbst – entnommen. Zur Vertretung des praefectus urbi und auch zu seiner Kontrolle war in der Spätantike ein vicarius urbis bestellt, der der zweiten Rangklasse der viri spectabiles angehörte. Im Senat führte der Stadtpräfekt den Vorsitz, desgleichen im senatorischen Gerichtsausschuss (iudicium quinquevirale). 525 verurteilte ein solches Gericht zum Beispiel den Philosophen und Senator Boethius wegen Hochverrats zum Tode.
Diese enge Verbindung mit den senatorischen Kreisen Roms, die im späteren 4. und frühen 5. Jahrhundert den Kern des konservativen Widerstandes gegen die Verchristlichung des Reiches darstellten, machten den praefectus urbi mehrfach zum Wortführer von Heidentum und altrömischer Tradition in Auseinandersetzungen mit christlichen Kaisern (siehe auch Vettius Agorius Praetextatus). Ein Zeugnis dieses letztlich aussichtslosen Abwehrkampfes ist die erhaltene Eingabe (relatio) des Stadtpräfekten Quintus Aurelius Symmachus an Kaiser Valentinian II. aus dem Jahre 384, mit der er versuchte, den Altar der Siegesgöttin Victoria wieder im Sitzungssaal des Senates aufstellen zu lassen, die Augustus zur Feier des Sieges bei Actium als Symbol des göttlichen Schutzes für das römische Volk geweiht hatte, die aber von Kaiser Gratian schon 375 als unchristlich entfernt worden war (siehe Streit um den Victoriaaltar). Der Antrag scheiterte am Eingreifen des kaiserlichen Beraters, des Bischofs Ambrosius von Mailand. Das Amt des Stadtpräfekten überlebte den Untergang des Weströmischen Reiches 476, da fast alle Elemente der römischen Verwaltung unter den neuen Herrschaftsstrukturen erhalten blieben. Auch der oströmische Kaiser Justinian I., der 554 die Verwaltung Italiens neu ordnete und die meisten weströmischen senatorischen Ämter abschaffte, ließ das Amt des Stadtpräfekten unangetastet.
Eine Stadtpräfektur wurde im 4. Jahrhundert unter Constantius II. auch für Konstantinopel mit dem praefectus urbis Constantinopolitanae eingerichtet, jedoch kam dieses Amt angesichts der fast ständigen Anwesenheit des Kaisers in der Stadt nie zu einer vergleichbaren Bedeutung. Dennoch war auch der Stadtpräfekt (altgriechisch ἔπαρχος eparchos) von Konstantinopel einer der höchsten zivilen Würdenträger des Reiches, stand formal auf einer Stufe mit dem der Stadt Rom und war ebenfalls ein vir illustris.

## Die Stadtpräfektur im Mittelalter
Noch Papst Gregor der Große (590–604) war wohl vor seiner Erhebung auf den römischen Bischofsstuhl um 570 Stadtpräfekt gewesen, auch in späterer Zeit begegnen immer wieder Namen von Präfekten, deren vornehmste Aufgabe es blieb, in Rom und einem beträchtlichen Teil Mittelitaliens die hohe und Kriminalgerichtsbarkeit auszuüben. Wer die Präfekten bestimmte und einsetzte, ist schwer festzustellen, es mag der Papst als Stadtbischof gewesen sein oder andere lokale Gewalten, die sich durchzusetzen verstanden, auch eine Mitwirkung des Volks von Rom, des Exarchen von Ravenna oder des oströmisch-byzantinischen Kaisers ist denkbar.
Im hohen Mittelalter geriet das Amt zunehmend in den Einflussbereich der tonangebenden politischen Kontrahenten (deutscher) Kaiser und Papst und ihrer Parteien, verlor aber immer mehr tatsächliche Geltung in der Regierung der Stadt; der Präfekt wurde zu einem bald kaiserlichen, bald (und dies dann endgültig) päpstlichen Funktionär im Bereich der Jurisdiktion. Im 13. Jahrhundert wurde die Stadtpräfektur zu einem ständigen und erblichen Titel im Hause der Herren von Vico, die in der Umgebung Roms große Güter besaßen, die Stadt selbst aber weder bewohnten noch verwalteten. Mit dem Ende dieses Hauses 1435 verschwand auch das traditionsreiche Amt des römischen Stadtpräfekten, auch wenn der leere Titel vom Papst noch da und dort ehrenhalber verliehen wurde.